# Gekko grossmanni
Gekko grossmanni (tiếng Việt: Tắc kè Grossman) là một loài động vật đặc hữu của Việt Nam thuộc  họ tắc kè. Loài này được Günther miêu tả khoa học đầu tiên năm 1994, ược đặt theo tên của Wolfgang Grossmann, nhà bò sát học người Đức.
Loài này còn có pháp danh đồng nghĩa là Gekko canaensis hay Thằn lằn đá Cà Ná

## Sinh thái
Đây là loài phân bố rất rộng, chủ yếu ở những khu rừng khô hạn và bán khô hạn, nơi có nhiều đá, ven biển và ở cả các khu rừng phục hồi ở độ cao tương đối. Chúng thường kiếm ăn về đêm, ẩn náu, rình mồi ở các vách đá. Thức ăn là những loài côn trùng.
V ào đầu mưa, con cái đẻ từ 2 đến 4 trứng dính vào vách đá và cùng một nơi có thể có nhiều cá thể đẻ chung. Giới tính con non phụ thuộc hoàn toàn vào nhiệt độ môi trường quyết định. Màu da của chúng gần giống với màu vỏ cây nơi nó cư ngụ.